# Clube de Condeixa
El Clube de Condeixa es un equipo de fútbol de Portugal que juega en la Liga Regional de Coimbra, la quinta división de fútbol del país.

## Historia
Fue fundado el 7 de junio de 1900 en la ciudad de Condeixa-a-Nova del distrito de Coímbra y es uno de los equipos de fútbol más viejos del distrito y uno de los equipos fundadores de la Asociación de Fútbol de Coimbra, además de contar con secciones en otros deportes como voleibol femenino y fútbol sala.
A pesar de su longevidad han estado participando principalmente en competiciones a escala distrital y cuenta con pocas apariciones en torneos nacionales al punto de que fue hasta la temporada 2018/19 que participó por primera vez en una liga nacional cuando ascendió al Campeonato de Portugal.

## Palmarés
- Liga Regional de Coimbra: 1

2018/19
- Copa de Coimbra: 2

2017/18, 2018/19
- Supercopa de Coimbra: 1

2017/18